# Фа-дієз мажор
Фа-дієз мажор (англ. F-sharp major, нім. Fis-Dur) — мажорна тональність, тонікою якої є звук фа-дієз. Гама фа-дієз мажор містить звуки: 
 фа♯ - соль♯ - ля♯ - сі - до♯ - ре♯ - мі♯ 
 F♯ - G♯ - A♯ - B - C♯ - D♯ - E♯.
Паралельна тональність — ре-дієз мінор, однойменний мінор — фа-дієз мінор. Фа-дієз мажор має шість дієзів біля ключа (фа-, до-, соль-, ре-, ля-, мі-).

## Найвідоміші твори, написані в цій тональності
- Л. ван Бетховен — Соната для фортепіано N.24 op.78.
- Ф. Шопен — «Баркарола» ор.60
- О. Скрябін — Соната № 4 ор.30
- Д. Шостакович — Струнний квартет № 14 ор.142